# Diecezja Libanu
Diecezja Libanu – diecezja Apostolskiego Kościoła Ormiańskiego z siedzibą w Bejrucie w Libanie.
Biskupem diecezji jest Szahe Panosjan (2022).